# Paascactus
De paascactus (Schlumbergera gaertneri, synoniemen: Rhipsalidopsis gaertneri, Hatiora gaertneri) is een plant uit de cactusfamilie (Cactaceae), die in het voorjaar (volgens de naam rond Pasen) met rode symmetrische bloemen getooid is. 
De soort wordt als kamerplant toegepast. De plant is makkelijk te vermeerderen, omdat de stengel uit afgeplatte, losse leden bestaat. Een los stuk stengel zal, als het in de aarde gestoken wordt, makkelijk wortelen.
Er is verwarring mogelijk met de kerstcactus (Schlumbergera truncatus) die met langwerpige, asymmetrische bloemen in cultuur rond de jaarwisseling bloeit.